# Хуан Чжэньдун
Хуа́н Чжэньду́н (кит. упр. 黄镇东, пиньинь Huáng Zhèndōng, род. 1941, Дунтай, пров. Цзянсу) — китайский политик. Глава Чунцинского горкома КПК (2002—2005), министр коммуникаций КНР (1991—2002).
Член КПК с июня 1981 года, член ЦК КПК 14—16 созывов. Член ПК ВСНП 11 созыва.
Окончил Нанкинское училище водного транспорта (1962) по специальности «Математическая физика», после чего окончил Шанхайский институт морского транспорта. Инженер высшей квалификации.
С мая 1963 года работал в Портовом управлении Циньхуандао, дойдя до должности его начальника (с 1982 года).
В 1985—1988 годах замминистра коммуникаций.
С 1988 года генеральный директор Государственной транспортно-инвестиционной компании.
С марта 1991 г. по октябрь 2002 года министр коммуникаций КНР; также секретарь парторганизации министерства, председатель компании с ограниченной ответственностью при Управлении привлечения инвестиций.
С октября 2002 года по декабрь 2005 года глава Чунцинского горкома КПК и председатель городского Собрания народных представителей.
Затем работал в Комиссии по внутренним делам и юстиции ВСНП, которую возглавлял в 2008—2013 годах (11 созыв).

## Награды
- Командор ордена Заслуг перед Республикой Польша (12 июля 2001 года, Польша)[1].